# Карл Енгман
Карл Лаврентиевич Енгман (на руски: Карл Лаврентьевич Энгман; на фински: Karl Larsson Engman) е руски офицер, генерал-лейтенант. Участник в Руско-турската война (1877 – 1878).

## Биография
Карл Eнгман е роден на 14 януари 1818 г. във Виборг, Санктпетербургска губерния, в семейството на потомствен дворянин от финландски произход. Посвещава се на военното поприще. Завършва военно училище и е произведен в първо офицерско звание прапоршчик от 22 юли 1840 г.
Участва в Кримската война от 1853 – 1856 г. и Кавказката война (1856 – 1859). Награден е с орден „Свети Владимир“ IV степен и златно оръжие „За храброст“ (1854, 1858). Повишен във военно звание генерал-майор от 18 март 1865 г.
Участва в Руско-турската война (1877 – 1878) като командир на 2-ра бригада от 2-ра пехотна дивизия. Командва общия резерв на сборния отряд с командир генерал-майор Александър Имеретински, който превзема Ловеч на 22 август 1877 г. Поради заболяване е върнат за лечение в Русия.
След войната е командир на 28-а пехотна дивизия (1878). Повишен във военно звание генерал-лейтенант от 1 януари 1880 г.
Умира на 1 февруари 1894 г. в Санкт Петербург.